# Sidney Thomas

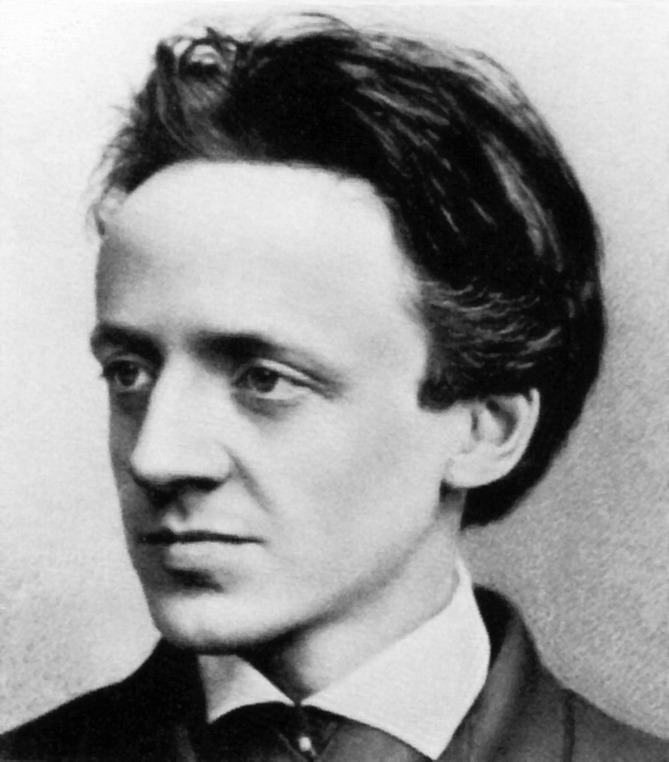
Sidney Thomas

Sidney Gilchrist Thomas (* 16. April 1850 in Canonbury (London); † 1. Februar 1885 in Paris) war ein bedeutender britischer Metallurg.

## Leben
Sidney Thomas erfuhr eine humanistische Ausbildung und wurde zunächst Gerichtsschreiber. In seiner Freizeit beschäftigte er sich mit Chemie, besonders mit Metallurgie. Sein theoretisches Wissen erweiterte er an Abendschulen, die Prüfungen an der Royal School of Mines bestand er erfolgreich. Die Anregung, sich mit der Problematik der phosphorreichen Eisenerze zu befassen, soll Thomas durch eine Vorlesung erhalten haben. Nach vielen Laborversuchen fand er heraus, dass dem Eisen der Phosphor entzogen werden kann, wenn man die Bessemerbirne mit einer basischen Auskleidung aus Kalkstein mit einer kleinen Menge Wasserglas versieht.
Zusammen mit seinem Vetter, dem Chemiker Percy Carlyle Gilchrist erfand er 1876/77 ein Verfahren zur Erzeugung von Eisen und Stahl aus phosphorreichem Eisenerz, das nach ihm benannte Thomas-Verfahren.
Die industrielle Produktion nach diesem Verfahren wurde in England im Mai 1879 eingeführt, im September 1879 bereits in Deutschland.
Nicht nachgewiesen ist, ob sich Sidney Thomas auch die Verwendung der entstehenden Schlacke, das Thomasmehl, als Düngemittel patentieren ließ.
Thomas starb am 1. Februar 1885 in einem Sanatorium bei Paris an Tuberkulose.